# Омнопон
Омнопон (лат. Omnoponum) — комбінований лікарський препарат, який за хімічним складом є сумішшю алкалоїдів опію та належить до групи опіоїдних анальгетиків. Омнопон застосовується підшкірно.

## Фармакологічні властивості
Омнопон — комбінований лікарський препарат, який за хімічним складом є сумішшю алкалоїдів опію та належить до групи опіоїдних анальгетиків до складу омнопону входять морфін (48—50 % масового складу препарату), кодеїн, тебаїн, папаверин, носкапін. Механізм дії препарату полягає у стимулюванні трьох підвидів опіатних рецепторів — μ-, δ- і κ-підвидів. Наслідком цього є блокування міжнейронної передачі больових імпульсів у різних відділах ЦНС, включно з корою головного мозку. Застосування омнопону спричинює виражений знеболювальний ефект, зміну емоційного забарвлення болю, виникнення ейфорії, а також седативний ефект. При застосуванні омнопону, як і більшості інших опіоїдів, пригнічується дихальний центр, гальмується центр кашлю, а також виникає міоз та брадикардія. Проте при застосуванні омнопону рідше спричинюється блювання у зв'язку із гальмуванням блювального центру, значно рідше спричинює спазм гладеньких м'язів внутрішніх органів (у зв'язку із прямою міотропною спазмолітичною дією папаверину, тебаїну і носкапіну), хоча й також послаблює перистальтику кишечнику та сприяє розвитку запору. Як і при застосуванні морфіну, при застосуванні омнопону може спостерігатися залежність від препарату. Омнопон застосовується при вираженому больовому синдромі, у тому числі при кольках, при інфаркті міокарду, злоякісних пухлинах, для премедикації перед операціями.

### Фармакокінетика
Омнопон швидко й добре всмоктується після парентерального введення, та швидко метаболізується, тому біодоступність препарату точно не встановлена. Омнопон проникає через гематоенцефалічний бар'єр, через плацентарний бар'єр, та виділяється в грудне молоко. Метаболізується препарат у печінці з утворенням малоактивних метаболітів. Виводиться препарат із організму у вигляді метаболітів переважно із сечею, частково з жовчю. Період напіввиведення омнопону становить 2—3 години.

## Покази до застосування
Омнопон застосовується при больовому синдромі різного генезу, у тому числі при кольках, при інфаркті міокарду, злоякісних пухлинах, важких травмах, для премедикації перед операціями, для знеболення під час операцій, та у післяопераційному періоді.

## Побічна дія
При застосуванні омнопону можуть спостерігатись наступні побічні ефекти:
- Алергічні реакції та з боку шкірних покривів — шкірний висип, свербіж шкіри, анафілактичний шок, кропив'янка, гіпергідроз.
- З боку травної системи — жовтяниця, зниження апетиту, нудота, блювання, жовчева коліка, порушення функції печінки, запор, сухість в роті.
- З боку нервової системи — запаморочення, слабість, сонливість, головний біль, міоз, дезорієнтація, галюцинації, делірій, порушення чіткості зору, диплопія, тремор, гіпотермія, підвищення внутрішньочерепного тиску.
- З боку серцево-судинної системи — артеріальна гіпертензія або артеріальна гіпотензія, брадикардія або тахікардія, аритмія.
- З боку дихальної системи — пригнічення дихання, бронхоспазм, апное.
- З боку сечостатевої системи — затримка сечі, зниження лібідо.
- Місцеві реакції — реакції в місці ін'єкції, включно з тромбозом судин.
- Зміни в лабораторних аналізах — еозинофілія, підвищення активності ферментів печінки.

## Протипокази
Омнопон протипоказаний при підвищеній чутливості до препарату, підвищенні внутрішньочерепного тиску, черепно-мозкових травмах, пригніченні дихання, інсульті, важкій печінковій недостатності, болі у животі невстановленої етіології, алкогольній інтоксикації, делірії, гарячці, артеріальній гіпотензії, порушенні атріовентрикулярної провідності, комі, глаукомі, дітям віком до 12 років, особам у віці понад 75 років.

## Форми випуску
Омнопон випускається у вигляді ампул по 1 мл 1 % і 2 % розчину.